# T-J модел
През 1977 година за първи път Йозеф Спалек извлича t-J теорията от модела на Хъбърд. Той описва силно корелирани електронни системи за по-акуратно решение на проблема при високотемпературната свръхпроводимост.
Хамилтонианът на такъв вид фермионна система от тип t-J е:
{\displaystyle {\hat {H}}=-t\sum _{\langle ij\rangle \sigma }\left({\hat {a}}_{i\sigma }^{\dagger }{\hat {a}}_{j\sigma }+{\hat {a}}_{j\sigma }^{\dagger }{\hat {a}}_{i\sigma }\right)+J\sum _{\langle ij\rangle }\left({\vec {S}}_{i}\cdot {\vec {S}}_{j}-{\frac {n_{i}n_{j}}{4}}\right)}
където
- сумирането по i и j отговаря за взаимодействие между най-близки съседи,
- {\displaystyle {\hat {a}}_{i\sigma }^{\dagger }} и {\displaystyle {\hat {a}}_{i\sigma }} са фермионните оператори на раждане и унищожение,
- σ е спиновата поляризация,
- t е интеграл на движение, който описва преместването (идва от английски hopping) на даден електрон в решетката,
- J е константа на връзката {\displaystyle J={\frac {4t^{2}}{U}}},
- U е електромагнитния Кулонов потенциал на отблъскване,
- {\displaystyle n_{i}=\sum _{\sigma }{\hat {a}}_{i\sigma }^{\dagger }{\hat {a}}_{i\sigma }} е общият брой на частиците в даден възел i, докато
- {\displaystyle {\vec {S}}_{i}} и {\displaystyle {\vec {S}}_{j}} са спиновете в съответните възли i и j в решетката.

## Връзка с високотемпературната свръхпроводимост
Хамилтонианът на t1-t2-J модела по отношение на т. нар. двукомпонентни бозе-спинорни полета ( CP1 полета) е:
{\displaystyle {\mathcal {H}}=t_{1}\sum \limits _{\langle i,j\rangle }\left(c_{i\sigma }^{\dagger }c_{j\sigma }+\mathrm {h.c.} \right)\ +\ t_{2}\sum \limits _{\langle \langle i,j\rangle \rangle }\left(c_{i\sigma }^{\dagger }c_{j\sigma }+\mathrm {h.c.} \right)\ +\ J\sum \limits _{\langle i,j\rangle }\left(\mathbf {S} _{i}\cdot \mathbf {S} _{j}-{\frac {n_{i}n_{j}}{4}}\right)-\ \mu \sum \limits _{i}n_{i},}
където {\displaystyle {\hat {c}}_{i\sigma }^{\dagger }} и {\displaystyle {\hat {c}}_{i\sigma }} са фермионните оператори на раждане и унищожение; {\displaystyle {\vec {S}}_{i}} и {\displaystyle {\vec {S}}_{j}} са векторите на спина съответно във възлите i и j на решетката, докато {\displaystyle n_{i}} и {\displaystyle n_{j}} действат върху ограничено Хилбертово пространство, а двойно заетите състояния се изключват (h.c. са допълнителни ермитово спрегнати членове). Сумите в гореспоменатото уравнение са по всички решетъчни възли в двумерна квадратна решетка, докато с ⟨...⟩ и ⟨⟨...⟩⟩ са означени съответно най-близките и следващите най-близки съседи.